# One New Change
One New Change – centrum handlowe i biurowiec w Londynie (Anglia) w City of London. Zajmuje około 52 000 m² powierzchni użytkowej, w tym ok. 20 500 m² powierzchni handlowej i ok. 31 500 m² powierzchni biurowej. Obecnie jest to jedyne duże centrum handlowe w centralnym Londynie. Budowa kosztowała 500 milionów funtów. Oficjalne otwarcie nastąpiło 28 października 2010 roku.
Nowoczesny obiekt znajduje się w sąsiedztwie katedry św. Pawła, co wzbudziło wiele kontrowersji w procesie planowania i budowy, włącznie z krytyką ze strony Karola, księcia Walii. Sześciokondygnacyjne centrum, o wysokości 34 metrów zastąpiło jedenastopiętrowy budynek, wybudowany dla Bank of England, który rozebrano w 2007 roku. Drzwi centrum otwarto dla publiki w południe 28 października 2010. Taras na dachu, z restauracją i kawiarnią, otwarto 18 listopada.
W centrum znajduje się około 60 sklepów i restauracji, m.in. Topshop, Next, Nando’s, H&M, Hobbs, Banana Republic, Reiss, Zizzi’s, Hugo Boss, TM Lewin i Calvin Klein Underwear.
Najbliższymi stacjami metra są: St. Paul’s (Central Line) i Mansion House (Circle i District Line).

## Galeria

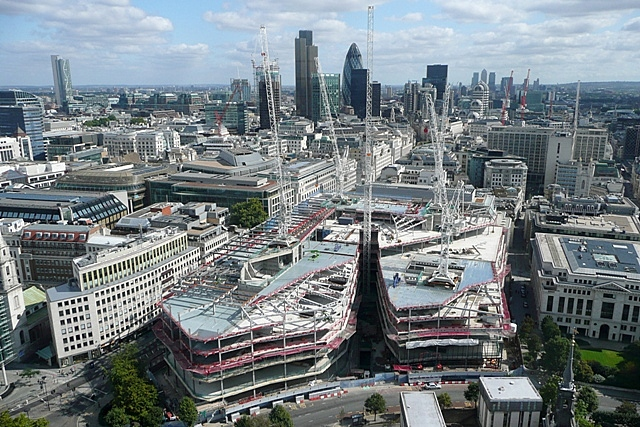
One New Change podczas budowy w 2009 roku, widok z katedry św. Pawła
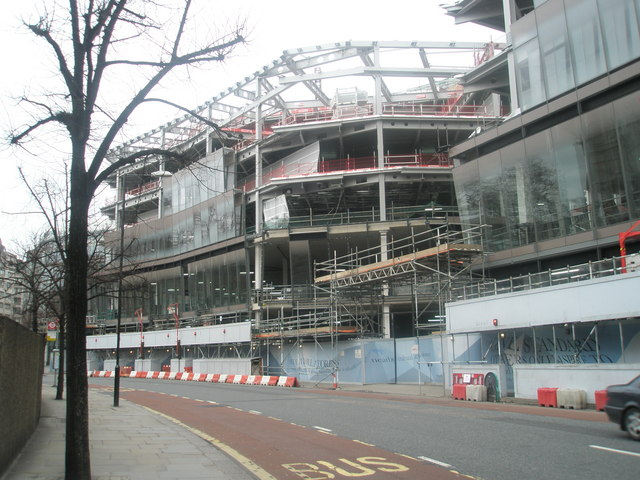
One New Change podczas budowy, 2010
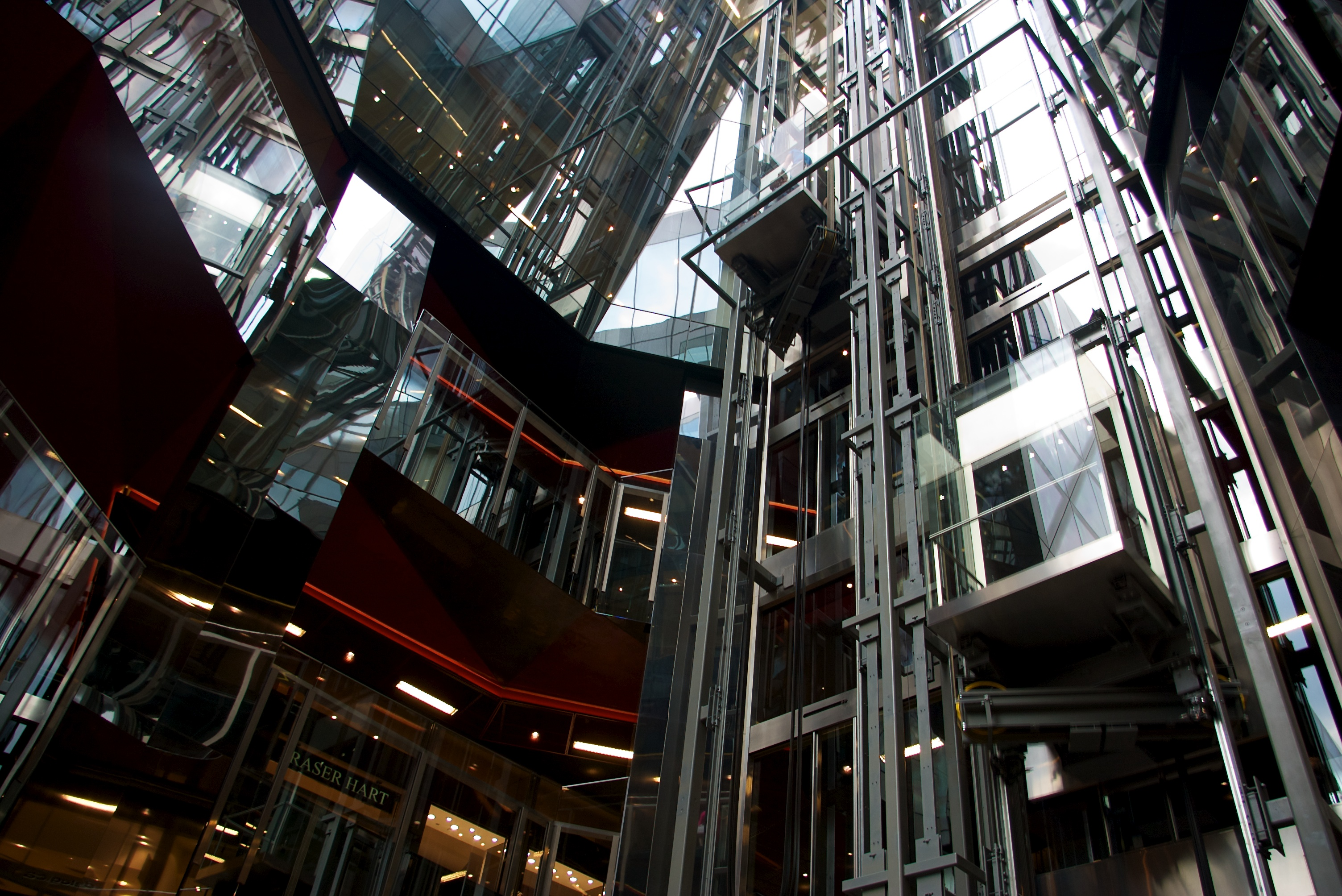
Wnętrze One New Change, 2011